# Deuxième circonscription d'Eza
La deuxième circonscription d'Eza est une des 121 circonscriptions législatives de l'État fédéré des nations, nationalités et peuples du Sud, elle se situe dans la Zone Gurage. Sa représentante actuelle est Jonber Kenfe Hayle.